# Honda GEAR Concept
Honda GEAR Concept – prototyp miejskiego małego auta Hondy, który zadebiutował na początku 2013 roku na salonie samochodowym w Montrealu.
Nie wiadomo czy auto trafi kiedykolwiek do produkcji. Powstał z inspiracji rowerami typu fixed gear (ostre koło), które są bardzo modnym środkiem transportu. Samochód wyróżnia się atrakcyjnym designem oraz tylnym dyfuzorem i zamontowanymi centralnie czterema końcówkami układu wydechowego.
Podczas prezentacji auta szef amerykańskiego oddziału badawczo-rozwojowego Hondy powiedział: ”Auta miejskie z reguły są albo funkcjonalne, ale niezbyt porywające, albo energetyzujące, ale niepraktyczne i zbyt drogie dla młodych klientów z tzw. generacji Y. GEAR Concept jest autem, które burzy ten podział - jest praktyczny i potrafi dać dużo frajdy, daje też wiele możliwości personalizacji i jest niedrogi”.